# Riya
riya（りや、2月18日—）是福岡縣出身的女性歌手。血型是AB型。

## 概要．簡介
在短大的音樂科畢業後，因為傾慕新居昭乃，一邊就職音樂鍵盤的講師，一邊與曾是同窗的myu組成「refio」。與共同製作同人（M3）為中心的音樂。之後，菊地創聽到她上載在自己網站的曲子後，二人便組成「eufonius」。使用乍聽之下以為是英語的「造詞」來作詞。此外，作詞被稱為，第一人稱是，第二人稱為的手法為多。

## 作品

### 單曲
- 時の向こう側（c/w：空の果てへ）

2005年3月24日發售（Lantis）
PSP遊戲『英雄伝説ガガーブトリロジー 白き魔女』開頭、結尾主題歌

### 專輯
- Love Song

2005年8月31日發售（Key Sounds Label）
始まりの坂／蒼の夢／星なる石／走る／百年の夏／僕らの恋／灰色の羽根／グラモフォン／神話／氷時計／折れない翼／そして物語が終わる／Love Song

### 其他樂曲
- 少女の幻想／オーバー／海鳴り／遠い旅の記憶／一万の軌跡／空に光る／桜抒曲／同じ高み／風の少女／ひとひらの桜／木漏れ日（電腦遊戲「CLANNAD」 印象曲）
- 廻る世界で＜duet with 霜月はるか＞（PlayStation 2遊戲「アカイイト」開頭主題歌）
- 旅路の果て＜duet with 霜月はるか＞（PlayStation 2遊戲「アカイイト」結尾主題歌）
- ディアノイア（電腦遊戲「最終試験くじら」開頭主題歌）
- CRESCENT MOON（PlayStation 2＆Dreamcast遊戲「水月～迷心～」開頭主題歌）
- メグメル（電腦遊戲「CLANNAD」開頭主題歌）
- －影二つ－／小さなてのひら（電腦遊戲「CLANNAD」結尾主題歌）
- 光のほうへ～明日へのJYUMON～（PlayStation 2遊戲「マビノ×スタイル」開頭主題歌）
- 比翼の羽根（電視動畫「緣之空」開頭主題歌）
- Traveler's tale (PlayStation 4遊戲「ISLAND」開頭主題歌)